# 작은 개 증후군
작은 개 증후군이란 크기가 큰 개에 비해 작은 개에게 주인이 기본적인 훈련을 시키지 않는 것을 말한다. 개들에게는 일상적인 기본 훈련, 사회화 훈련, 운동 등이 필요한데 작은 개일수록 이를 시키지 않는 경향이 있다. 그렇게 되면 개는 나중에 문제 행동을 일으킬 수 있다.